# Банківська система Японії
Банківська система Японії - це складник економічної системи Японії який складається з банку Японії; інших банків (резиденти та нерезиденти, зареєстровані у встановленому законодавством порядку на території Японії).

## Сучасний стан
На початку 2019 року, за цілий рік до того, як глобальна пандемія коронавірусу застала світ зненацька регіональні банки в Японії, як повідомлялося, вже були у важкому становищі. Оскільки регіональні банки конкурують між собою за пул позичальників, що скорочується, в малих містах і сільських районах, стикаються з серйозною депопуляцією, проблеми відображають тенденцію до падіння прибутків. Оскільки місцева економіка, яку обслуговують ці банки, вже виснажується, ризики, пов'язані з пандемією, лише посилюють потребу регіональних банків Японії у пошуку нових творчих (інноваційних) рішень для свого виживання.
102 регіональних банків Японії складаються з 64 банків першого рівня, які функціонують як банки підтримки малого та середнього місцевого бізнесу. Решта 38 банків другого рівня, попри на те, що у 1950-ті рр. н. Були акціонерними товариствами, 1989 р. були класифіковані як звичайні комерційні банки й у час здійснюють операції, аналогічні початковим банкам першого рівня.
Дійсно, обидва рівні регіональних банків вважаються життєво важливими для підвищення економічної та промислової та сільськогосподарської конкурентоспроможності у своїх регіонах, на відміну від міських банків.
Але останні дані показують, що за фінансовий рік у Японії, що закінчився 31 березня 2019 року, чистий прибуток 64 регіональних банків першого рівня впав на 21 відсоток до семирічного мінімуму 622,3 мільярда єн. До вересня 2019 року 66 регіональних банків повідомили про низький чистий прибуток, а ще п'ять - про прямі збитки. Загалом сукупний чистий прибуток регіональних банків знизився на 13,8% порівняно з аналогічним періодом минулого року до 435,5 млрд єн.
Японські місцеві ЗМІ описали регіональні банки як «занурювані в більш ризиковані куточки кредитних ринків у боротьбі за виживання за наднизьких відсоткових ставок і потрясіння в галузі». У зв'язку з додатковим тиском пандемічного вірусу станом на початок 2020 року регіональні банки Японії стикаються з безрадісними перспективами.
Деякі стверджують, що мінімальні відсоткові ставки, які підтримує центральний банк Японії протягом десятиліть, призвели до зворотних результатів. Це пов'язано з тим, що регіональні банки, що знаходяться на периферії, з часом брали на себе великі ризики для компенсації, часто коштом кредитування місцевого сектору нерухомості та інвестування в інструменти структурованого фінансування, які включають закордонний борг, все частіше у формі забезпечених кредитних зобов'язань (ССН).
У відповідь Агентство фінансових послуг (FSA) оголосило про конкретні заходи щодо забезпечення фінансової стійкості регіональних банків восени 2019 року з додатковим законодавством, яке звільняє регіональні банки від антимонопольного законодавства, щоб полегшити їх подальше можливе злиття між собою. Деяке злиття регіональних банків можливо є єдиним довгостроковим вирішенням цієї важкої ситуації, з якою стикаються багато регіональних банків. З іншого боку, багато регіональних банків розглядаються як центральні інститути своїх спільнот, які викликають гордість на місцях і, як наслідок, запеклий опір таким політичним крокам.
За оцінками аналітиків до квітня 2020 року, коли коронавірус викликав безпрецедентну економічну шкоду, 70 регіональних кредиторів були вразливими для зростання вартості кредитів та втрати активів - у порівнянні з 64 у березні 2019 року та 66 у вересні 2019 року. Одна з найбільших загроз – потенційно високі збитки. вартості іноземних цінних паперів, таких як Американські зобов'язання за позиками із забезпеченням (CLOs), які регіональні банки накопичують із 2016 року. FSA також розглядає можливість надання регіональним банкам нових способів отримання прибутку, пропонуючи бізнес-консультації та працюючи як торгові компанії. Це означає істотну зміну підходу Японії до діяльності регіональних банків.
Замість прагнення контролювати ризик, що є історичною роллю FSA у банківському нагляді, новий підхід спонукає банки переробляти свою бізнес-модель. піти в компанії самостійно, пропонуючи поради та консультації про те, як знайти клієнтів та розвивати свій бізнес? Якщо ви подивитеся на реальність регіональної економіки, місцеві підприємства не знають, як розширюватися. Їм потрібна підтримка.
Оскільки регіональні банки щосили намагаються впоратися з двома силами: місцевою економікою, що скорочується, і з тиском який зростає  на продуктивність у невизначених обставинах, пов'язаних з коронавірусом, брати на себе більший ризик здається, ну, загалом, ризикованим. В статусі альтернативи деякі заявили, що зосередження уваги на технологіях та інтеграції штучного інтелекту в банківську практику є ключовим моментом, тоді як інші вказують на покращення обслуговування, спрямоване на конкретні потреби старіючого населення Японії як спосіб забезпечення майбутнього.